# Ван Син
Ван Син (кит. 王兴, пиньинь Wáng Xīng, род. 18 февраля 1979) — китайский предприниматель в области интернета и социальных сетей, миллиардер, исполнительный директор фирмы Мэйтуань-Дяньпин, один из богатейших людей Китая, состояние которого оценивается в 4.1 миллиарда долларов на январь 2019 года.
Родился 18 февраля 1979 года в уезде Лунъянь округа Лунъянь провинции Фуцзянь, Китай. Окончил Университет Цинхуа в 2001 году, получив степень бакалавра, В 2003 году обучался информатике в Делавэрском университете, получил диплом мастера и вернулся в Китай для докторантуры.
В начале своей предпринимательской деятельности он занимался клонированием наиболее распространённых американских социальных сетей для китайских пользователей, добиваясь высокой степени сходства.
В 2005 году Ван Син вместе с другими предпринимателями организовал массовую социальную сеть Сяоней — позже известную как Renren. Сеть обладает интерфейсом, копирующим Facebook.
В 2007 году он основал фирму Фаньфоу (кит. 饭否, пиньинь Fanfou), представляющую собой сеть микроблогов, копирующей Твиттер.
Позднее он отошёл от клонирования американских систем и занялся собственными инновациями.
В 2010 году он основал сеть Мэйтуань (美团网) для массовой организации заказов и доставок товаров и услуг (O-2-O: online-to-offline) Сеть приобрела огромную популярность, особенно для мелкорозничного товарооборота, заказа еды в ресторане, заказа продуктов или разовых услуг; оплата в сети производилась немедленно через мобильные телефоны и QR-коды; принимались к оплате и совсем небольшие суммы менее одного юаня.
По версии журнала Forbes он находится на третьем месте из сорока самых влиятельных предпринимателей Китая.